# Chrysotoxum chinense
Chrysotoxum chinense är en tvåvingeart som beskrevs av Shannon 1926. Chrysotoxum chinense ingår i släktet getingblomflugor, och familjen blomflugor. Inga underarter finns listade i Catalogue of Life.